# Salsein
Salsein ist eine französische Gemeinde mit 46 Einwohnern (Stand 1. Januar 2022) im Département Ariège in der Region Okzitanien. Sie gehört zum Arrondissement Saint-Girons und zum Kanton Couserans Ouest.
Nachbargemeinden sind Argein im Nordwesten, Sor im Norden, Audressein im Nordosten, Bordes-Uchentein im Südosten, Balacet im Südwesten und Bonac-Irazein im Westen.

## Bevölkerungsentwicklung

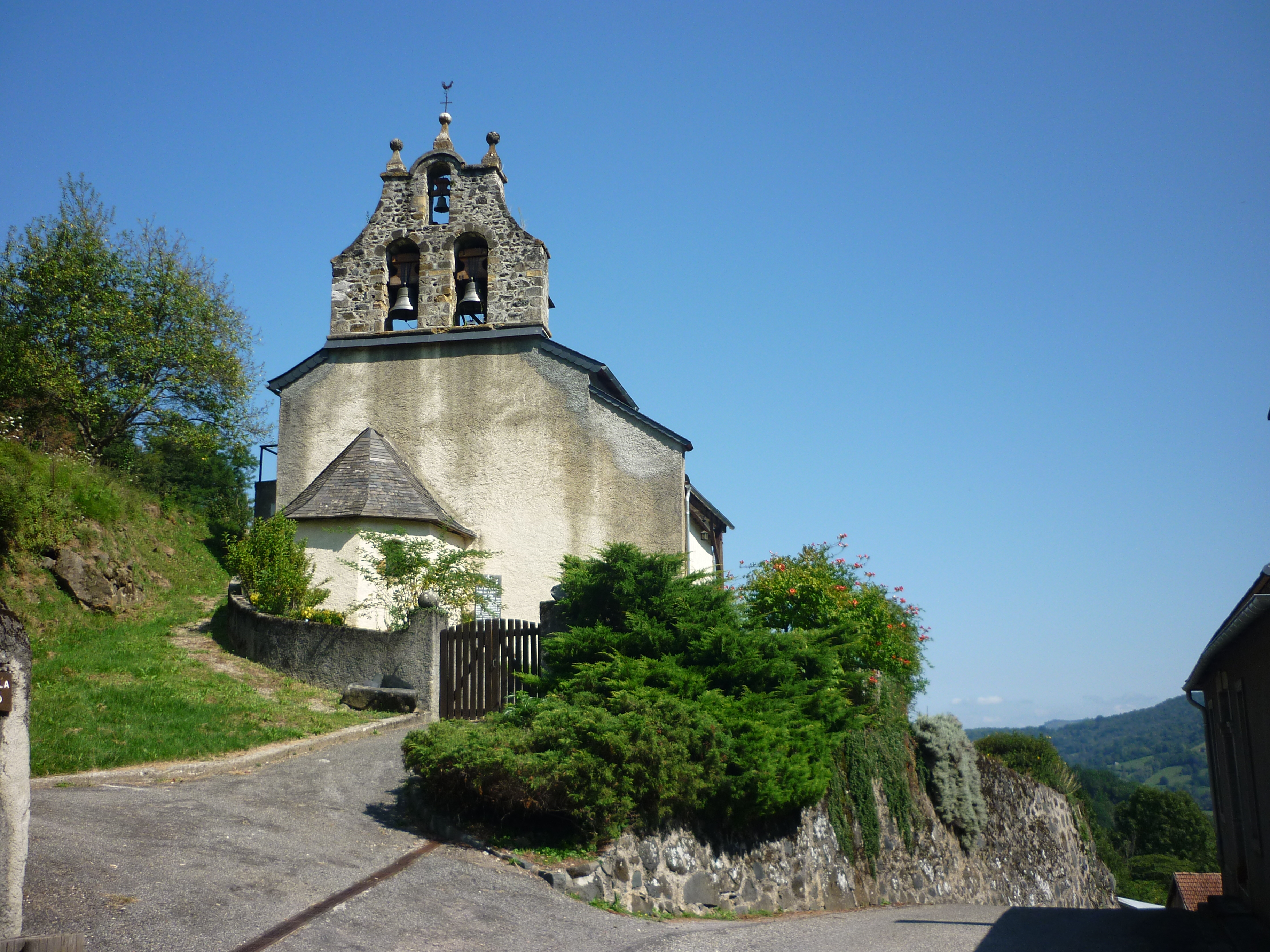
Kirche Saint-André

| Jahr      | 1962 | 1968 | 1975 | 1982 | 1990 | 1999 | 2008 | 2016 |
| --------- | ---- | ---- | ---- | ---- | ---- | ---- | ---- | ---- |
| Einwohner | 68   | 56   | 42   | 35   | 30   | 41   | 46   | 45   |